# Chieri
Chieri é uma comuna italiana da região do Piemonte, província de Turim, com cerca de 32.136 habitantes. Estende-se por uma área de 54 km², tendo uma densidade populacional de 595 hab/km². Faz fronteira com Baldissero Torinese, Pavarolo, Montaldo Torinese, Pino Torinese, Arignano, Andezeno, Pecetto Torinese, Riva presso Chieri, Cambiano, Santena, Poirino.

## Demografia
| Variação demográfica do município entre 1861 e 2011                               |
|                                                                                   |
| Fonte: Istituto Nazionale di Statistica (ISTAT) - Elaboração gráfica da Wikipedia |